# 벽란도
벽란도(碧瀾渡)는 고려 시대에 외국의 사신과 상인들이 빈번하게 왕래하던 나루(渡)로, 예성강 하구에 위치한 고려의 국제 무역항이었다.
고려 시대에 이곳에는 송나라 사신을 위해 벽란정(碧瀾亭)이란 관사가 설치되어 있었는데 이를 따서 벽란도라고 불렀고, 조선 시대에는 조세미(租稅米) 등을 운반하는 도선장으로서의 역할을 했다.

## 위치
벽란도는 개경의 서문인 선의문(宣義門)에서 서쪽으로 30리(12 km) 떨어진 예성강 하구변에 있었고, 벽란도의 동쪽에는 감로사(甘露寺)가 있었다. 1914년 전까지는 벽란도리(碧瀾渡理, 개성군 서면 벽란도리)라는 행정구역이 있었으나, 1914년 행정구역 통폐합 때 개성군 서면 연산리에 편입되었다.
예성강 하구는 신라 말기부터 해상 세력의 근거지로 기능했으며, 고려는 개경(개성)과 가까운 이곳을 통해 중국과 교역을 하였다. 고려 태조인 왕건의 가문 자체가 송악(개성)을 근거지로 벽란도를 통해 해상 무역을 하던 호족이었다.

## 무역
고려 전기의 대외무역은 송나라를 비롯해 요나라, 금나라, 일본 등 주변 나라들과 광범위하게 무역이 이루어지고 있었다.
고려는 중국(특히 송나라)과의 무역을 위해서 두 방면의 무역로를 개척하였다. 하나는 북선항로로 산동의 등주(登州) 방면에서 대동강 하구를 거쳐 옹진항, 예성강에 이르는 항로였다. 다른 하나는 남선항로로 절강의 명주(明州)에서 흑산도와 서해안의 도서를 거쳐 예성강에 이르는 항로였다. 고려 초기에는 주로 북선항로가, 중후반기에는 주로 남선항로가 무역에 이용되었다.
벽란도는 비교적 수심이 깊어 배가 자유로이 출입할 수 있는 좋은 하항(河港: 하천의 항구)으로서 중국과 일본은 물론 멀리는 아라비아의 대식국(大食國)과도 교역할 만큼 교역의 대상이 광범위했다. 고려는 무역을 장려하여 각국의 해상선단이 수도인 개경과 가까운 예성강 하구로 몰려들었고, 벽란도는 국제 무역항으로 번창했다. 한국이 '고려'(코리아)라는 이름으로 서양에 알려진 것도 이 시기에 벽란도를 드나든 아라비아나 페르시아(이란)의 상인들을 통해 전파된 것으로 추측되고 있다.
벽란도는 무역과 정치, 유학생 교류 등 다방면의 국제교류에 이용되었으며, 벽란도에서 개경까지 동서로 도로를 닦아 외교 사절들도 이 항구를 이용하였다.

## 고려 말 이후
고려가 원나라에 항복한 이후 고려의 세자는 왕위에 오를 때까지 원나라에서 인질로 잡혀가 있어야 했는데, 유숙(柳淑)은 공민왕이 될 어린 세자를 모시고 20년 가까이 원나라 땅에 있다가 1349년 벽란도를 통해 귀국을 하였는데, 이때 그 감개무량한 정한을 벽란도(碧瀾渡)라는 시로 남겼다.
고려 말 홍건적의 난과 왜구의 준동 등으로 무역이 크게 위축되었으며, 조선이 건국된 후에는 한양(서울)으로 수도를 옮기고 국가정책적으로 상업을 통제해 국제 무역항으로서의 기능을 상실하였다.

## 수출 품목
- 지하자원: 금, 은, 구리,철
- 자연자원: 잣, 모시, 종이, 인삼, 삼베, 곡식
- 공예품 : 고려청자, 나전칠기, 화문석, 부채
- 기구: 문방구( 문방사우 ), 무기

## 수입 품목
- 송나라: 책, 비단, 자기, 옥, 차, 약재, 악기, 공작새
- 거란: 털가죽, 말 등
- 아라비아: 수은, 향신료, 상아, 산호 등
- 요나라: 은, 모피, 말 등
- 왜 : 수은, 유황 등

## 같이 보기
- 고려 태조